# Diego Centurión
Diego Omar López Centurión (né le 5 juin 1982 à Caaguazú au Paraguay) est un footballeur paraguayen, qui évolue au poste d'attaquant.
Il évolue au Sportivo Luqueño.